# Astata boops

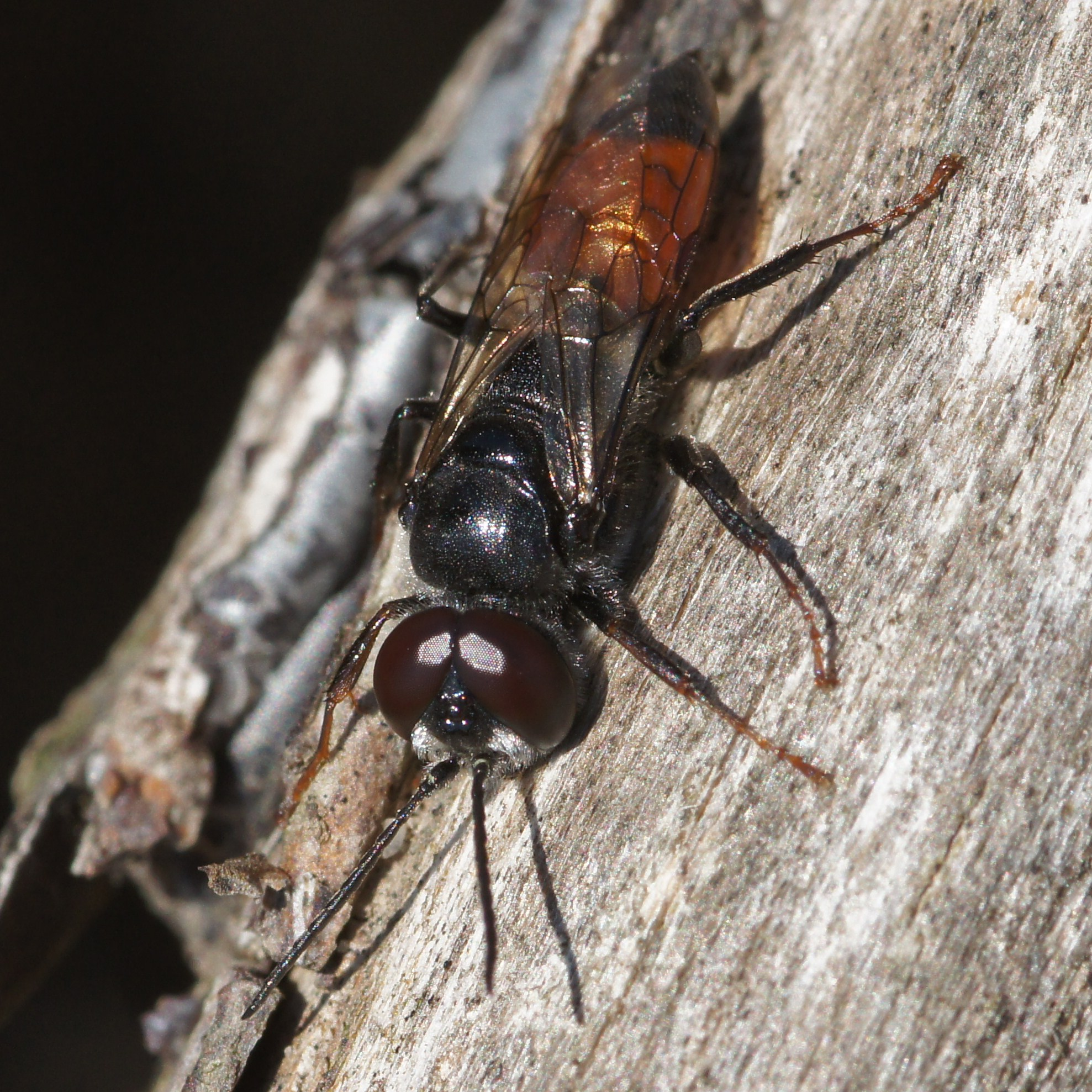
Männchen

Astata boops ist eine Grabwespe aus der Familie der Crabronidae.

## Merkmale
Die Tiere erreichen eine Körperlänge von 10 bis 13 Millimetern (Weibchen) bzw. 9 bis 11 Millimetern (Männchen). Das erste Tarsenglied der Vorder- und Mittelbeine ist mit Dörnchen besetzt, die eine wellenförmige Kontur bilden. Das Männchen ist auf dem zweiten Sternit genauso lang behaart, wie auf den folgenden Tergiten. Ihre mittleren Fühlerglieder haben von der Seite betrachtet zwei Erhebungen. Die Art kann mit Astata kashmirensis, Astata minor und den Weibchen der Gattung Dryudella verwechselt werden.

## Vorkommen
Die Art kommt in Europa nördlich bis ungefähr an den Polarkreis und östlich bis nach Japan vor. Sie besiedelt sonnige Lebensräume mit Sandböden und Waldränder, stellenweise auch auf Löss. Man findet sie im Gebirge bis in Höhen von 450 Metern. Die Tiere fliegen mit einer partiellen zweiten Generation von Mitte Mai bis September. Die Art kommt in Mitteleuropa verbreitet vor.

## Lebensweise
Die Weibchen von Astata boops legen ihr Nest im Boden an. Es ist etwa 10 Zentimeter tief und beinhaltet ein bis drei hintereinander angeordnete Zellen, die jeweils mit Sand getrennt sind. Es gibt auch verzweigte Nester, die bis zu 12 Zellen beinhalten. In jede Zelle werden zwei bis 15 Larven, selten auch Imagines von Baumwanzen (Pentatomidae) eingebracht. Die Männchen sind gute Flieger und sitzen auf Warten in der Nähe der Nester. Die Art wird von der Rosa Goldwespe (Hedychridium roseum) parasitiert.